# Nichtgleichgewichtssystem
Ein Nichtgleichgewichtssystem ist in der Thermodynamik ein offenes System, welches sich nicht im Zustand des thermodynamischen Gleichgewichts befindet. Es steht mit seiner Umgebung in Wechselwirkung und tauscht mit ihr Energie oder Materie aus.
Prinzipiell können alle Systeme, die einen Gleichgewichtszustand oder mehrere einnehmen können, dann als Nichtgleichgewichtssysteme bezeichnet werden, wenn sie durch eine Störung von außen auf Dauer aus dem stationären Gleichgewicht gebracht werden oder sich zum Zeitpunkt ihrer Entstehung noch nicht im Gleichgewicht befinden und sich erst equilibrieren. Die Störung ist dabei ein Energie- oder Materiefluss oder beides. Irreversible Prozesse verlaufen in der Thermodynamik definitionsgemäß über Nichtgleichgewichtszustände.
Beispiele für Nichtgleichgewichtssysteme sind die Erde und deren Atmosphäre (siehe Wetter) sowie alle Lebewesen. Nichtgleichgewichtssysteme können bei geeigneten Bedingungen Dissipative Strukturen ausbilden.
Siehe auch:
- Fließgleichgewicht
- Ludwig von Bertalanffy
- Ilya Prigogine